# 小行星1649
小行星1649（1649 Fabre）是一颗绕太阳运转的小行星，为主小行星带小行星。该小行星于1951年2月27日发现。
該小行星以法國天文學家埃爾韋·法布爾（Hervé Fabre）命名。

## 轨道参数
小行星1649的轨道半长轴为3.0200497 UA，离心率为0.051。